# Arthur Wightman
Arthur Strong Wightman (* 30. März 1922 in Rochester, New York, USA; † 13. Januar 2013 in Edison, New Jersey, USA) war ein US-amerikanischer Physiker, der sich mit mathematischer Physik befasste.

## Leben und Werk
Wightman studierte an der Yale University (Bachelor 1942, anschließend war er dort 1943/1944 Instructor und diente in der US Navy) und wurde 1949 bei John Archibald Wheeler an der Princeton University mit einem kernphysikalischen Thema (Wechselwirkung negativer Pionen mit Wasserstoff) promoviert. Er hatte eigentlich beabsichtigt bei Eugene Wigner zu promovieren, dieser war aber damals hauptsächlich am Oak Ridge National Laboratory. Er war danach in Princeton zuerst ab 1949 als Instructor und dann als Professor. Seit 1971 war er dort Thomas D. Jones Professor of Mathematical Physics. 1992 wurde er dort Professor Emeritus. 1951/1952 und 1956/1957 war er als Gastwissenschaftler an der Universität Kopenhagen (Niels Bohr Institut, während dieser Zeit arbeitete er insbesondere mit Gunnar Källén und Lars Gårding im nahen Lund zusammen), 1957 an der Universität Paris und 1963/1964 und 1968/1969 am IHES, bei dem er auf Einladung von dessen Gründern half, ein Programm für mathematische Physik aufzustellen. 1977/1978 war er Gastprofessor an der École polytechnique und 1982 an der Universität Adelaide. Er leitete eine Reihe von Sommerschulen in mathematischer Physik mit Giorgio Velo in Erice und lehrte regelmäßig an den Sommerschulen von Cargèse, Les Houches und Varenna (Enrico Fermi School).
Schon in seiner Studentenzeit hatte er enge Kontakte zum Mathematik-Department in Princeton und beschäftigte sich, zusammen mit dem befreundeten Mathematiker John T. Tate, mit den Arbeiten zur Darstellung der Lorentz- und Poincarégruppe durch Eugene Wigner und Valentine Bargmann. Wightman war bis zu seiner Emeritierung Professor an der Universität Princeton, zuletzt als Thomas D. Jones Professor sowohl in der mathematischen als auch in der physikalischen Fakultät.
In den 1950er Jahren gab er der relativistischen Quantenfeldtheorie eine mathematische Basis mit Einführung seiner Wightman-Axiome. Quantenfelder werden darin als Distributionen in der Raum-Zeit behandelt, deren Werte Operatoren in einem Hilbertraum sind, die Kommutator- bzw. Anti-Kommutator-Beziehungen erfüllen (die für raumartige Abstände verschwinden). Der Hilbertraum trägt eine unitäre Darstellung der Poincarégruppe unter der die Feldoperatoren kovariant transformieren. Res Jost konnte damit die PCT- und Spin-Statistik-Theoreme ableiten, wie in Wightmans Buch mit Ray Streater dargestellt wird. Mit Eugene Wigner und Gian-Carlo Wick führte er Super-Auswahlregeln (super selection rules) ein und untersuchte mit dem Mathematiker Lars Gårding die Darstellungen von Kommutator- und Anti-Kommutator-Algebren.
Wightman trug mit seiner mathematisch exakten Behandlung von Quantenfeldtheorien wesentlich zur Etablierung der mathematischen Physik bei.
Zu seinen Doktoranden gehören Silvan Schweber, Eduard Prugovečki, Vincent Rivasseau, Alan Sokal, Arthur Jaffe, Oscar Lanford, Lawrence Schulman, Jerrold Marsden, Barry Simon, Eugene Speer, Huzihiro Araki, Stephen Fulling, Peter Burgoyne, Richard Ferrell.
1969 erhielt er den Dannie-Heineman-Preis für mathematische Physik. 1997 erhielt er den Henri-Poincaré-Preis auf dem Internationalen Kongress für Mathematische Physik. Seit 1970 war er Mitglied der National Academy of Sciences. 1966 wurde er in die American Academy of Arts and Sciences gewählt. 1962 war er Invited Speaker auf dem Internationalen Mathematikerkongress in Stockholm (Some results on the structure of relativistic quantum field theory). Er hielt die Gibbs Lecture (1976).
Er war Mitherausgeber der Communications in Mathematical Physics und unterstützte deren Gründung. Er gab eine Buchreihe bei Princeton University Press heraus und war in deren Leitungsgremium. Bei seinem Tod wurde die Fahne der Princeton University drei Tage auf halbmast gesetzt.
Er war zweimal verheiratet. Seine erste Frau Anna-Greta Larsson, eine Künstlerin und Photographin, starb früh. Mit ihr hatte er eine Tochter Robin, die ebenfalls früh starb. In zweiter Ehe war er mit der bulgarischen Übersetzerin Ludmilla Popova Wightman verheiratet.

## Schriften
- mit Gian C. Wick, Eugen P. Wigner: The Intrinsic parity of elementary particles. In: Physical Review. Serie 2, Band 88, Nr. 1, 1952, S. 101–105, doi:10.1103/PhysRev.88.101.
- Quantum field theory in terms of vacuum expectation values. In: Physical Review. Serie 2, Band 101, Nr. 2, 1956, S. 860–866, doi:10.1103/PhysRev.101.860.
- mit Raymond F. Streater: PCT, Spin and Statistics, and all that. Benjamin, New York NY u. a. 1964, (deutsch: Die Prinzipien der Quantenfeldtheorie (= BI-Hochschultaschenbücher. 435/435a, ISSN 0521-9582). Bibliographisches Institut, Mannheim u. a. 1964).
- mit Lars Gårding: Fields as operator-valued distributions in relativistic quantum theory. In: Arkiv för Fysik. Band 28, 1965, ISSN 0365-2440, S. 129–184.
- Introduction to some aspects of the relativistic dynamics of quantized fields. In: Maurice Lévy (Hrsg.): High energy electromagnetic interactions and field theory. Gordon and Breach, New York NY u. a. 1967, S. 171–291, (Cargèse Summer School 1964).
- What is the point of so‐called „axiomatic field theory“? In: Physics Today. Band 22, Nr. 9, September 1969, S. 53–58, doi:10.1063/1.3035782.
- Should we believe in Quantum Field Theory? In: Antonino Zichichi (Hrsg.): The Whys of subnuclear physics (= The Subnuclear Series. 15). Plenum Press, New York NY u. a. 1979, ISBN 0-306-40151-7, S. 983–1025.
- Looking back at Quantum Field Theory. In: Physica Scripta. Band 24, Nr. 5, 1981, S. 813–816, doi:10.1088/0031-8949/24/5/001.
- The general theory of quantized fields in the 1950s. In: Laurie M. Brown, Max Dresden, Lillian Hoddeson (Hrsg.) Pions to quarks. Particle physics in the 1950s. Cambridge University Press, Cambridge u. a. 1989, ISBN 0-521-30984-0, S. 608–629.